# رجا الشريف
رجا الشريف هو لاعب كرة قدم فلسطيني من مواليد دوله الكويت في 27-9-1984 من أم مغربية. لعب لعدة أندية مثل القادسية الكويتي والأهلي الأردني والكرمل الأردنيين. وهو يلعب في مركز خط الوسط وطوله 191 سم ووزنه 75 كجم
طالب جامعي :التخصص اداره ماليه ومصرفيه

## إنجازات الاعب
حقق مع القادسية الكويتي عدة بطولات في الفئات العمرية وصعد مع النادي الأهلي الأردني للدوري الممتاز الأردني عام 2006 بعد هبوطه بعام وحقق مع الكرمل المركز الثاني ببطوله الاستقلال وصعد مع الكرمل إلى للدوري الأردني الممتاز عام 2008 وحقق مع شباب الحسين المركز الثالث في الدوري الأردني للدرجه الأولى سنه 2010.
يمتاز اللاعب بتمريراته الحاسمه وتسديداته القوية وهو اصغر لاعب كره قدم فلسطيني تم اختياره للمنتخب الفلسطيني عام 2000 وكان يبلغ من العمر 16 سنه فقط.